# Tai A Chau
Tai A Chau (大鴉洲) est une île inhabitée des îles Soko (en) au sud de Lantau à Hong Kong. Elle est également nommée île du sud des Soko dans certains médias.

## Géographie
Avec une superficie de 1,2 km², Tai A Chau est la plus grande des îles Soko. Elle est située à 4,5 km au sud de l'île de Lantau et à environ 2 km au nord de la limite des eaux territoriales de Hong Kong. L'île a de petites collines avec des hauteurs allant de 85 à 154 m. Son littoral est principalement escarpé et de nature rocheuse.

## Administration
Tai A Chau est un village reconnu dans le cadre de la politique des petits logements (en) des Nouveaux Territoires.

## Histoire
Il y avait historiquement deux villages sur l'île : Ha Tsuen et Sheung Tsuen sur les côtes ouest et sud de l'île. Les villageois partent dans les années 1980, lorsqu'un camp de détention pour réfugiés vietnamiens est construit. En 1937, Walter Schofield, alors officier cadet dans la fonction publique de Hong Kong (en), écrit : « Il y a ici une usine de pâte de crevettes qui exporte vers l'Europe et l'Amérique ».
Le centre de détention de Tai A Chau accueille des milliers de réfugiés vietnamiens de 1991 à 1996 avec un pic de population de près de 9 700 en novembre 1991. Après l'annonce de la fermeture du centre de réfugiés de Tai A Chau le 10 juin 1996, le transfert des réfugiés vietnamiens restants a lieu pendant 10 jours consécutifs du 16 au 25 septembre 1996. Chaque jour, un ferry chargé de bagages et deux ferries chargés d'un total d'environ 550 réfugiés vietnamiens quittent Tai A Chau pour la base navale HMS Tamar sur Stonecutters Island. Ils sont ensuite transférés au tristement célèbre centre de détention de Whitehead à Wu Kai Sha (en) avant d'immigrer aux États-Unis dans le cadre de leur « programme d'opportunités de réinstallation pour les rapatriés vietnamiens ». Cela a garanti que le centre soit fermé juste avant la rétrocession de Hong Kong à la Chine en 1997 et tous les bâtiments sont démolis.
En février 2023, la police de Hong Kong effectue un exercice d'entraînement au contrôle des foules sur l'île, laissant des centaines de grenades lacrymogènes usagées et des débris d'autres armes sur le site protégé du parc marin du sud de Lantau.

## Installations
L'île dispose d'un temple de Tin Hau et de sept sanctuaires dédiés à la terre.
Deux pistes d'atterrissage pour hélicoptères et une petite jetée subsistent de l'ancien centre de détention de l'île.